# Ali (album)
Ali è il primo album in studio del rapper italiano Il Tre, pubblicato il 19 febbraio 2021 con doppia etichetta Atlantic Records e Warner Music Italy.
L'album è stato ristampato con sei nuovi inediti con il titolo Ali - Ultima notte il 29 settembre 2021.

## Tracce
1. Per chi non ha un posto in questo mondo – 3:14
2. Il tuo nome – 2:51
3. Apollo 13 (feat. Vegas Jones) – 3:44
4. Tegole – 3:13
5. Io non sono come te – 3:12
6. Pioggia – 2:51
7. Grattacieli – 3:27
8. Beethoven (feat. Mostro) – 3:15
9. Farfalla – 3:04
10. Fight! (feat. Nayt) – 2:48
11. Sogni e incubi (feat. Clementino) – 3:44
12. Cracovia, Pt. 3 – 2:55
13. America (feat. Emis Killa) – 2:33
14. Oltre – 3:04
15. Te lo prometto – 3:05
16. Il tuo nome (versione acustica) – 2:57

Ali - Ultima notte – CD2
1. Fuori è notte – 2:52
2. È strano – 3:01
3. Fari – 3:12
4. Warzone – 3:13
5. Ora o mai più – 2:33
6. Temporale – 2:44

## Classifiche
| Classifica (2021) | Posizione massima |
| ----------------- | ----------------- |
| Italia            | 1                 |